# André Nelis
André Nelis (* 29. Oktober 1935 in Antwerpen; † 9. Dezember 2012 ebenda) war ein belgischer Segler.

## Erfolge
André Nelis nahm dreimal an Olympischen Spielen in der Bootsklasse Finn-Dinghy teil. Bei den Olympischen Spielen 1956 in Melbourne schloss er die Regatta auf dem zweiten Platz hinter Paul Elvstrøm und vor John Marvin ab und gewann damit die Silbermedaille. Vier Jahre darauf erreichte er in Rom als Dritter erneut das Podium, auf dem er gemeinsam mit dem erneuten Olympiasieger Paul Elvstrøm und Alexander Tschutschelow stand. Sowohl 1956 als auch 1960 war er Fahnenträger der belgischen Delegation bei den Eröffnungsfeiern. 1964 belegte er in Tokio den zehnten Rang. Bei Weltmeisterschaften gelang Nelis 1956 in Burnham-on-Crouch und 1961 in Travemünde jeweils der Titelgewinn. Von 1958 bis 1960 wurde er dreimal in Folge Vizeweltmeister und erreichte 1957 und 1962 jeweils den dritten Platz. 1957 wurde er Europameister.